# Ahmad Aali
Ahmad Aali (tiếng Ba Tư: احمد عالی), sinh năm 1935, là một nhiếp ảnh gia và nghệ sĩ người Iran.

## Tiểu sử
Ahmad Aali sinh năm 1935 tại Tabriz, Iran. Trong những năm 1960, ông theo học tại trường nghệ thuật Kamal-ol-Molk ở Iran. Ông đã kết hôn với nghệ sĩ Mina Nouri.
Ahmad Aali đến Tehran vào năm 1949 và lần đầu tiên học hội họa và vẽ tại Nhạc viện Nghệ thuật Thị giác và sau đó tham gia các lớp học miễn phí của Nhạc viện Kamal Al-Molk. Sau thời gian đầu làm quen với máy ảnh, ông dần cảm thấy thích thú với nó và dần dần bắt đầu tìm hiểu các vấn đề kỹ thuật trong nhiếp ảnh. Vào giữa những năm 1950, ông làm quen với các nhiếp ảnh gia nổi tiếng thế giới qua các tạp chí ảnh nước ngoài và bị ảnh hưởng bởi những ý tưởng mới. Aali đã tổ chức triển lãm cá nhân đầu tiên của mình, bao gồm các bức ảnh với những góc nhìn và tác phẩm mới, tại Hội trường Văn hóa vào năm 1963, và kể từ đó đã tổ chức một số triển lãm cá nhân và nhóm. Có mối quan hệ thân thiết với các họa sĩ và nhà điêu khắc theo chủ nghĩa hiện đại Iran, ông có cái nhìn chính thống và hiện đại về tác phẩm của mình, nhấn mạnh rằng nhiếp ảnh không phải là một bản sao đơn thuần của thực tế. Một trong những đổi mới lớn trong nhiếp ảnh Iran là việc tạo ra các tổ hợp ảnh khảm không tương ứng với các phương pháp nhiếp ảnh cổ điển. Ông đã trưng bày bộ sưu tập các tác phẩm của mình lần đầu tiên vào năm 1968 tại Phòng trưng bày Seyhoun. Một phần khác trong các tác phẩm của ông bao gồm các bức ảnh tư liệu, đồng thời tìm thấy một khuôn mặt chung và khuôn mặt người do sự lặp lại và trình tự. Sau cuộc cách mạng, ông đã dành nhiều thời gian hơn cho những trải nghiệm hội họa của mình, thường mang tính chất siêu thực, và một số tác phẩm của ông được thực hiện dưới dạng tranh vẽ trên ảnh. Năm 1997, một số lượng lớn các bức ảnh của ông đã được trưng bày trong cuộc triển lãm đánh giá các tác phẩm của Ahmad Aali, và vào các năm 2010, 2012 và 2016, ông đã tổ chức các cuộc triển lãm cá nhân về các tác phẩm mới và cũ của mình. Ông đã trưng bày bộ sưu tập các tác phẩm của mình lần đầu tiên vào năm 1968 tại Phòng trưng bày Seyhoun. Một phần khác trong các tác phẩm của ông bao gồm các bức ảnh tư liệu, đồng thời tìm thấy một khuôn mặt chung và khuôn mặt người do sự lặp lại và trình tự. Sau cuộc cách mạng, ông đã dành nhiều thời gian hơn cho những trải nghiệm hội họa của mình, thường mang tính chất siêu thực, và một số tác phẩm của ông được thực hiện dưới dạng tranh vẽ trên ảnh.
Tác phẩm của ông là trong rất nhiều bộ sưu tập bảo tàng công cộng, chẳng hạn như Bảo tàng Anh, Bảo tàng Nghệ thuật Quận Los Angeles (LACMA), và những người khác.

## Triển lãm cá nhân
Đây là danh sách các triển lãm cá nhân được chọn lọc của Aali, theo thứ tự theo ngày:
- 2010 – Ahmad Aali Selection of Works, 1961–2009, Mah-e Mehr Gallery, Tehran, Iran. Cuộc triển lãm này bao gồm 48 năm sự nghiệp nhiếp ảnh của ông trong một cuộc hồi tưởng.
- 2012 Aaran Gallery (Recycle),Tehran, Iran
- 2016 Emkan Art Gallery (Ahmad Aali's Self-Portrait with G 11),Tehran, Iran
- 2018 Azad Art Gallery (Recycled 2), Tehran, Iran

## Tác phẩm

### Là tác giả
- Aali, Ahmad (2016). Ahmad Aali, Selection Of Paintings And Photographs 1953–2014. Nazar Publishers. ISBN 978-6001521911.
- Aali, Ahmad (2010). Ahmad Aali, Selection of Works, 1961–2009. Mah-e Mehr Gallery, Shahriyar Tavakoli (introduction), Touraj Hamidian (introduction), Ebrahim Haghighi (introduction). Nazar Research and Cultural Institute. ISBN 978-6005191943.

### Là chủ đề
- A brief review on the creative photography of Iran 40's and 50's Faeghe Shokouh Nikoui (Anita) 2003, Đại học Nghệ thuật và Kiến trúc Azad
- History of development of alternative Techniques of photography, Photomontage and photocollage Mehrnegar Fariborz 2001, Đại học Nghệ thuật và Kiến trúc Azad
- Life and works of Ahmad Aali by Farhad Ranjbaran, 1998, Đại học Nghệ thuật và Kiến trúc Azad